# Mlafu
Mlafu ist ein Verwaltungsbezirk (englisch Ward) des Distrikts Kilolo in der tansanischen Region Iringa.

## Geografie
Mlafu ist ein Bezirk in den Udzungwa-Bergen etwa 45 Kilometer östlich der Regionshauptstadt Iringa. Im Osten bildet der Fluss Ruipa, ein Nebenfluss des Ruaha, die Grenze in knapp unter 1200 Meter Seehöhe. Nach Westen steigt das Gebiet auf bis zu 2000 Meter an. Der Bezirk grenzt im Norden an Ilula, im Nordosten an Mahenge, im Osten an Udekwa, im Süden an Ukwega, im Südwesten an Kising'a und im Westen an Irole, Lugalo und Nyalumbu.
Bei der Volkszählung 2022 lebten 7013 Menschen in 1840 Haushalten auf einer Fläche von 232 Quadratkilometern.

## Gliederung
Der Bezirk besteht aus drei Orten (Kitongoji):
- Mlafu
- Itungi
- Isagwa

## Bildung
Die Mlafu Secondary School ist eine staatliche weiterführende Schule, die Tagesschüler bis zur 4. Stufe ausbildet. Eine Dissertation der Open University of Tanzania aus dem Jahr 2014 zeigt, dass wegen Lehrermangels die Obergrenze von 40 Schülern je Lehrer weit überschritten wurde und 72 Schüler auf einen Lehrer kamen.